# 1. típusú Gumbel-eloszlás
A valószínűségszámítás területén az 1. típusú Gumbel-eloszlás a Gumbel-eloszlás egy változata.
Az 1. típusú Gumbel-eloszlás sűrűségfüggvénye:
{\displaystyle f(x|a,b)=abe^{-(be^{-ax}+ax)}\,},
ahol
{\displaystyle -\infty <x<\infty .}
Ezt az eloszlást főként extrémérték-analízisnél és túlélés-analízisnél használják.
A túlélés-analízist időtartam/futamidő-analízisnek vagy eseménytörténet modellezésnek is szokták hívni).